# Onosma straussii
Onosma straussii là loài thực vật có hoa trong họ Mồ hôi. Loài này được (Riedl) Khat. mô tả khoa học đầu tiên năm 1992.